# Steve A. Morrow
Steven "Steve" A. Morrow é um sonoplasta e diretor de som estadunidense. Foi indicado ao Oscar de melhor mixagem de som na edição de 2017 pelo filme La La Land, ao lado de Andy Nelson e Ai-Ling Lee.